# Cláudio (ort)
Cláudio är en ort i Brasilien.   Den ligger i kommunen Cláudio och delstaten Minas Gerais, i den sydöstra delen av landet, 600 km sydost om huvudstaden Brasília. Cláudio ligger 861 meter över havet och antalet invånare är 21 824.
Terrängen runt Cláudio är platt åt nordväst, men åt sydost är den kuperad.
Omgivningarna runt Cláudio är huvudsakligen savann. Runt Cláudio är det ganska tätbefolkat, med 52 invånare per kvadratkilometer.